# Luigia Pallavicini
Luigia Pallavicini (Busseto, 1520 circa – 1552) è stata una nobile italiana.

## Biografia
Fu unica figlia di Pallavicino II Pallavicini e di Elena, figlia di Jacopo Salviati e nipote di Leone X.
Alla morte del padre, il 2 novembre 1522, ricevette per testamento i feudi di Torchiara, Felino, Busseto, Monticelli, Polesine, Castel San Giovanni e Vianino. Questo provocò continue tensioni con i Pallavicino, in quanto i feudi imperiali avrebbero dovuto essere divisi solo tra i discendenti maschi.
Luigia sposò in prime nozze Gianfrancesco "Cagnino" Gonzaga, del ramo dei Gonzaga di Sabbioneta e Bozzolo, dal quale non ebbe eredi e che morì nel 1539.
La Camera Apostolica, in mancanza di eredi maschi, pretese il feudo di Castel San Giovanni. Papa Paolo III volle che Luigia sposasse il nipote, Sforza I Sforza (1520-1575), conte di Santa Fiora, figlio di Bosio II (?-1538) e di Costanza Farnese. Il matrimonio si celebrò nel 1540 e il pontefice infeudò gli Sforza del feudo di Castel San Giovanni. Anche da queste nozze non nacquero figli.
Prossima alla morte, nel 1552 fece donazione dei suoi estesi feudi al marito, avvantaggiando gli Sforza nelle loro ragioni, avallate anche da Carlo V nel 1554.
Dopo la sua scomparsa, le lotte dei Pallavicino si fecero più aspre, ma risultarono alla fine perdenti. Sforza I Sforza si risposò nel 1553 con Caterina de' Nobili (1535-1605), dalla quale ebbe un figlio, Francesco, futuro cardinale.